# جون جونز (لاعب كرة قدم أمريكية)
جون جونز (بالإنجليزية: John Jones)‏ هو لاعب كرة قدم أمريكية أمريكي، ولد في 4 أبريل 1975 في كليفلاند في الولايات المتحدة.